# ورانشا
ورانشا (به صربی: Vraneša) یک منطقهٔ مسکونی در صربستان است که در نووا واروش واقع شده‌است. ورانشا ۴۸۵ نفر جمعیت دارد.